# Sony Xperia E
Le Sony Xperia E (C1504/5, 1604/5) est un smartphone Android d'entrée de gamme fabriqué par Sony Corporation. Le téléphone est sorti en mars 2013 et est disponible en variantes simple et double SIM,.

## Matériel
Le Xperia E fonctionne avec un processeur Qualcomm Snapdragon S1 (MSM7227A monocœur cadencé à 1,008 GHz. Il possède une mémoire interne de 750 Mo et une Carte SD intégrée non amovible de 4 Go (dont 2 Go accessibles à l'utilisateur). Il prend également en charge les cartes mémoire Micro SD jusqu'à 32 Go. Le téléphone dispose de 512 Mo de RAM, dont environ 409 Mo sont disponibles pour l'utilisateur. Il est également équipé d'un processeur graphique Adreno 200 cadencé à 245 MHz,,.

## Écran
Ce smartphone dispose d'un écran tactile capacitif TFT de 3,5 pouces résistant aux rayures qui prend en charge le multi-touch jusqu'à 2 doigts. L'écran a une résolution de 320 x 480 pixels et prend en charge 262 000 couleurs.

## Logiciel
Le Xperia E fonctionne sous Android 4.1.1 Jellybean, avec l'interface utilisateur propriétaire Timescape de Sony.

## Autres caractéristiques
Le Xperia E dispose d'une caméra arrière de 3,15 MP, capable de prendre des photos et des vidéos. Il n'a pas de caméra frontale. Il dispose également de Bluetooth v2.1 + EDR avec A2DP, GPS assisté et Wi-Fi IEEE 802.11b/g/n. Il prend en charge les données mobiles 3G HSDPA jusqu'à 7,2 Mbps, 2G EDGE jusqu'à 237 kbit/s et 2G GPRS jusqu'à 68 kbit/s.  Au moment de l'arrêt de production, le prix était de 170 $ AUD pour la variante à carte SIM unique.